# Техногенная катастрофа на заводе PEPCON
Взрывы и пожар на заводе компании PEPCON — крупная техногенная катастрофа, которая произошла в городе Хендерсон, штат Невада 4 мая 1988 года. Пожар и последующие взрывы привели к гибели двух и ранениям 372 человек, при этом был нанесён ущерб приблизительно на 100 миллионов долларов. Большая часть долины Лас-Вегаса в радиусе 16 км (10 миль) от завода была подвергнута действию взрыва (выбито 10 тыс. окон). Мощность взрывов составила 250 тонн в тротиловом эквиваленте.

## Предшествующие обстоятельства
Завод компании PEPCON (англ. Pacific Engineering Production Company of Nevada), расположенный в городе Хендерсон, штат Невада, в 10 милях от Лас-Вегаса, был одним из двух американских производителей перхлората аммония, применяемого в качестве окислителя в твердотопливных ракетных двигателях, устанавливаемых в том числе и на Спейс шаттл (Space Shuttle).
В дополнение к производству перхлората аммония, завод выпускал и другие химические вещества. По территории завода также пролегал трубопровод газа высокого давления и линия электропередачи под ним.
В связи с приостановкой программы Спейс шаттл в январе 1986 года из-за катастрофы шаттла «Челленджер», избыточный продукт, который должен был быть использован для запусков космических шаттлов и который был собственностью правительства США или его подрядчиков, должен был храниться на заводе PEPCON. В виду этого, PEPCON имел на хранении запас перхлората аммония прямо на территории завода. Кроме того, на заводе были и текущие запасы произведённого перхлората аммония, всего около 4500 тонн готовой продукции в пластиковых и стальных ёмкостях. Рядом с заводом находились и некоторые вспомогательные производства. Ближайшие жилые здания были в 3 км от завода.

## Пожар и взрывы
Пожар на заводе возник примерно между 11:30 и 11:40 4 мая 1988 года. Далее огонь распространился на 55-литровые пластмассовые контейнеры внутри помещения склада, содержащего продукты производства. Первоначально сотрудники завода тщетно пытались тушить пожар внутри здания, заливая их из шлангов водой. Первый из серии взрывов произошёл около 10-20 минут после начала возгорания, и сотрудники начали убегать или уезжать на машинах от происходящего. Далее на заводе началась цепная реакция взрывов и возгораний. В процессе этого также был повреждён магистральный газопровод, и вся территория была объята пламенем. Пожар и взрывы продолжались несколько часов.
Два самых мощных из произошедших взрывов создали сейсмические волны силой 3,0 и 3,5 баллов по шкале Рихтера. По последующим оценкам суммарная энергия взрывов равнялась приблизительно 1,0 килотонне в тротиловом эквиваленте.
Из находившихся на заводе — 75 человек спаслись. Среди погибших двое: Рой Уэстерфилд (R. Westerfield), контроллер, который остался позади, чтобы вызвать пожарных и Брюс Халкер (B. Halker), управляющий заводом, находившийся возле своей машины, когда произошла первая крупная детонация. Сотрудники соседних предприятий, услышав взрыв, также эвакуировались. Около 100 пациентов было направлено в пять ближайших больниц, от 200 до 300 человек самостоятельно обратились за помощью. Многие из раненых были поражены осколками стекла от разбившихся окон. Пятнадцать пожарных получили ранения.
Комиссия, расследовавшая произошедшее, так и не пришла к определённому выводу о его причинах. Среди возможных причин называлось курение, искры от электрооборудования или случайное воспламенение газа от утечки из газопровода.

## Ликвидация последствий и ущерб
Взрывы практически полностью уничтожили завод. В радиусе 2,5 км ущерб был сильный, в том числе разбитые машины, повреждённые здания и линии электропередачи. Повреждения окон в зданиях зарегистрированы вплоть до расстояния 15 км. Компания PEPCON заявила только об $1 млн выплат по страховой ответственности, но в конечном счёте расходы страхователя значительно превысили эту сумму. В дальнейшем происходили многочисленные процессы с участием десятков страховых компаний и более 50 юридических фирм, что привело в 1992 году к сумме урегулирования $71 млн с участием нескольких сторон, которая была разделена среди страховых компаний по регрессным требованиям, а также потерпевших и их семей. Завод в дальнейшем не восстанавливался, а производство было перенесено в более удалённый район. Сейчас на месте произошедшего находится автомобильный торговый центр и Университет «Touro University Nevada», в котором обучаются примерно 1400 студентов.

## Освещение СМИ
Произошедшее случайно было заснято на видеоплёнку с вершины телевизионной башни инженером Деннисом Тоддом (Dennis Todd), который в то время выполнял её техническое обслуживание.
Видео часто можно увидеть в телевизионных программах, связанных с катастрофами/выживанием в том числе следующих:
- На канале Discovery Channel в сериях Молниеносные катастрофы (Destroyed in Seconds)
- The History Channel серии Shockwave и Современные чудеса (Modern Marvels)
- В программах Самое невероятное видео (World’s Most Amazing Videos)